# Мушта (река)
Мушта (кабард.-черк. Мыщт — «незамерзающая», карач.-балк. Мушта) — река на Центральном Кавказе. Существенная часть реки формирует границу между республиками Кабардино-Балкария и Карачаево-Черкесия.
Берёт своё начало у восточного подножья горы Бечасын. Устье реки находится в 4,5 км по правому берегу реки Хасаут. Длина реки — 22 км, площадь водосборного бассейна — 111 км².

## Данные водного реестра
По данным государственного водного реестра России относится к Западно-Каспийскому бассейновому округу, водохозяйственный участок реки — Малка от истока до Кура-Марьинского канала. Речной бассейн реки — Реки бассейна Каспийского моря междуречья Терека и Волги.